# Bản đồ địa hình

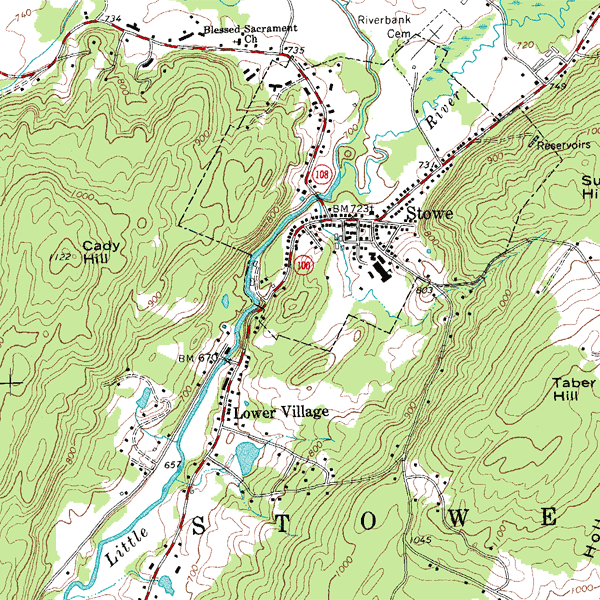
Bản đồ địa hình với các đường đồng mức

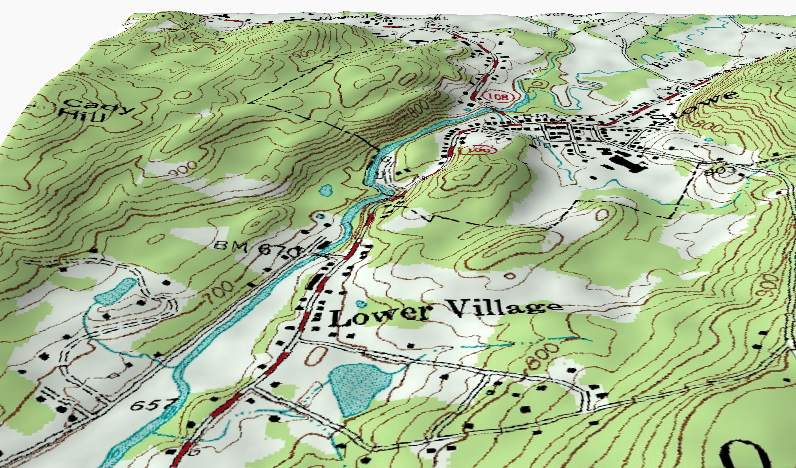
Phần của bản đồ nói trên được biểu diễn kiểu địa hình bóng shaded relief, minh họa các đường đồng mức thể hiện địa vật

Hệ thống Chỉ số Bản đồ Toàn cầu đầu tiên, hiện đang được dùng ở Việt Nam, Liên Xô cũ, và nhiều nước khác.

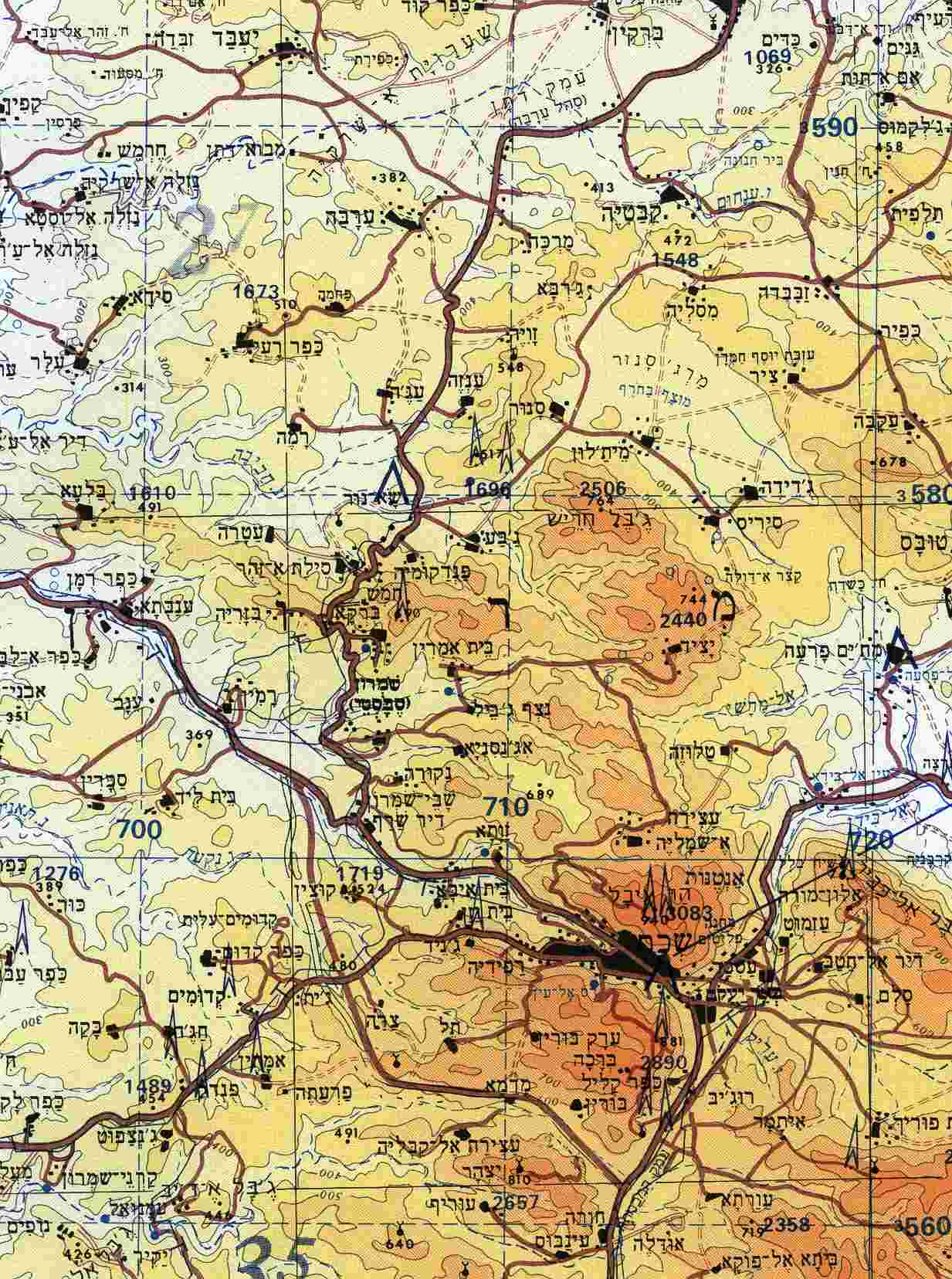
Phần Bản đồ địa hình vùng Nablus ở West Bank, Trung Đông, với Khoảng cao đều 100 m, vùng cao được tô mã màu

Bản đồ địa hình trong đồ bản hiện đại, là loại bản đồ biểu diễn chi tiết và định lượng các đặc trưng của địa hình địa vật theo một hệ tọa độ địa lý xác định.
Định nghĩa truyền thống đòi hỏi một bản đồ địa hình phải hiển thị các chi tiết của cả thiên nhiên và con người tạo ra. Định nghĩa hiện đại thì do Trung tâm Thông tin Canada đưa ra: Bản đồ địa hình là biểu diễn đồ họa đầy đủ và chính xác các chi tiết văn hóa và tự nhiên trên mặt đất.
Trên Bản đồ địa hình, bề mặt đất liền và đáy biển của Trái Đất được biểu diễn bằng các đường đồng mức, là đường nối các điểm có cùng độ cao xác định, và các đường đồng mức khác nhau thì không giao nhau. Các chi tiết khác thì biểu diễn bằng ký hiệu theo một quy ước nào đó, và ở các nước khác nhau thì thường không hẳn được thống nhất. Thiếu thống nhất cũng xảy ra trong lựa chọn hệ tọa độ địa lý và phương pháp chiếu, tức là cách chuyển tải tọa độ đối tượng trên mặt đất vốn cong lên mặt giấy phẳng.
Bản đồ địa hình thường được công bố như là một loạt tờ bản đồ, có thể gồm nhiều tấm bản đồ ghép lại. Các tấm này được đánh chỉ số (Index) sao cho nó đơn nhất trên toàn thế giới.
Bản đồ địa hình cũng có thể được lập cho các hành tinh và vệ tinh, tùy theo mức độ số liệu thu thấp được.

## Các quy ước
Phần chính của bản đồ địa hình là địa hình biểu diễn bằng đường đồng mức, có khoảng cao đều tùy thuộc địa hình và tỷ lệ bản đồ. Đường đồng mức gián đoạn ở các sườn dốc, núi đá,... Tại vùng đồng bằng có thể thêm các đồng mức phụ, chẳng hạn mức +2,5 m biểu diễn bằng nét đứt . Các điểm cao hoặc điểm đặc trưng thường có giá trị độ cao ghi kèm.
Các vùng nước được xác định theo độ cao của mực nước trung bình, ví dụ mặt Biển Chết là -429 m, mặt hồ Ba Bể ở Việt Nam là +145 m, và từ đó xác định ra ranh giới vùng nước, hay đường bờ vùng nước. Vùng nước thường được tô màu lam nhạt (lam sáng màu), đôi chỗ có ghi giá trị độ cao. Mảng vùng nước không gắn với độ cao xác định, tức là mảng của một con sông thì độ cao mực nước có thể khác nhau, ví dụ như mực nước sông Hồng khác nhau tại Lào Cai và tại Nam Định.
Các đối tượng khác nhau được thể hiện trên bản đồ bằng các dấu hiệu hoặc biểu tượng, đôi khi kèm theo chữ tên hay kiểu đối tượng. Ví dụ, phân loại đường sá bằng kiểu vẽ đường và màu vẽ. Các suối có phân biệt theo mùa nước. Độ che phủ thực vật thì là mảng màu và biểu tượng nhóm cây kèm theo tên loại cây phổ biến ở đó, ví dụ "khộp".
Các dấu hiệu hoặc biểu tượng được chú giải ở ô chú giải, lập cho nhóm tấm bản đồ cho những đối tượng có trong nhóm đó, tức là có thể không có ở một vài tấm. Thường thì không đưa vào biểu tượng cho đối tượng không có ở vùng đó. Điều này dẫn đến thực tế biên tập biểu tượng đôi khi là theo thói quen của phái những người tham gia biên soạn. Ví dụ tại Việt Nam trên bản đồ 1:50000 đối tượng miếu thờ được biên tập chi tiết ở các tờ phía nam, nhưng ít thấy ở các tờ phía bắc.

## Tỷ lệ và độ chính xác
Tỷ lệ của bản đồ là tỷ số giữa một khoảng cách đo trên bản đồ và khoảng cách ngoài thực địa. Nó thường biểu diễn ở dạng 1:M, với M chỉ khoảng cách thực tế lớn gấp bao nhiêu lần khoảng cách tương ứng đo trên bản đồ. Ví dụ bản tỷ lệ 1:50.000 thì 1 cm ứng với 500 m ngoài thực địa.
Bản đồ có tỷ lệ lớn thì càng chi tiết và tương ứng với số M nhỏ. Bản đồ tỷ lệ nhỏ kém chi tiết hơn và có số M lớn.
Độ chính xác tọa độ các địa vật được quy ước là 0,3 mm trên bản đồ, ví dụ ở tỷ lệ 1:100000 là 30 m. Tuy nhiên với đối tượng dạng đường hay đa giác thì ảnh hưởng của đồ hình làm nó không mang nhiều ý nghĩa.

### Lập bản đồ tại Việt Nam

Nội dung Bản đồ địa hình của Việt Nam

### Ngôn ngữ

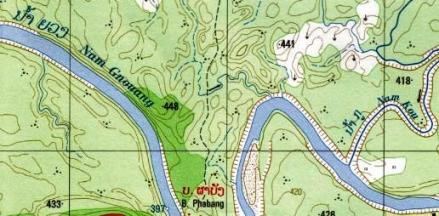
Bản đồ của Lào xuất bản có ghi các tên chuyển tự Latin cùng với chữ Lào.